# Nadia Auermann

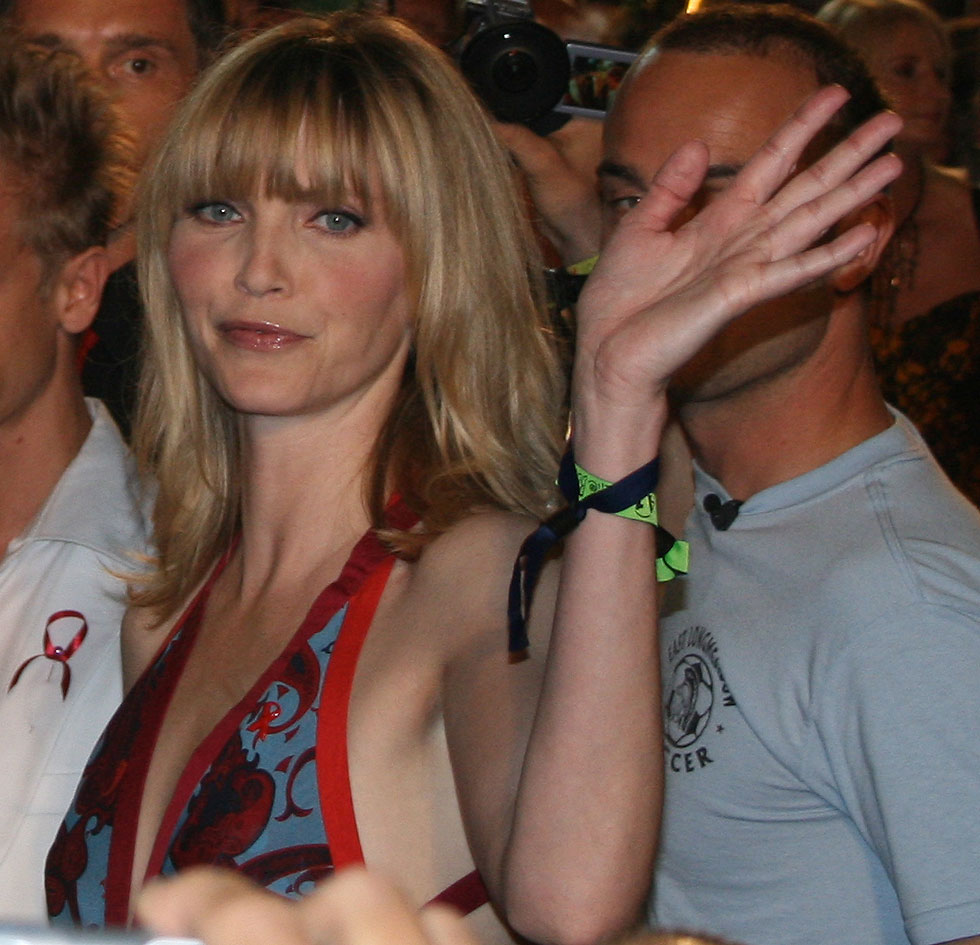
Nadia Auermann

Nadia Auermann (n. 19 martie 1971, Berlin) este o actriță și fotomodel german.

## Date biografice
Imediat după bacalaureat Nadia este descoperită de o agenție turistică. În anul 1991 fotografiile făcute de Ellen von Unwerth apar în magazinul britanic Vogue, iar în 1993, pe prima pagină a magazinului american Vogue. Nadja Auermann apare în anii următori prima pagină a aproape tuturor magazinelor mari de modă din lume. Ea este alături de Claudia Schiffer, Heidi Klum și Tatjana Patitz una dintre modelele cu renume mondial. Nadia apare în anul 1997 în cartea recordurilor Guinness World Records ca manechinul cu picioarele cele mai lungi (112 cm), record doborât în 1998 de Ana Hickmann (117 cm) care va fi la fel depășit în anul 2000 de Adriana Karembeu (125 cm). În anul 2003 se retrage din cariera de fotomodel și începe ca actriță să joace diferite roluri în filme ca trillerul Dornröschens leiser Tod (Moartea liniștită a frumoasei din pădurea adormită).

## Viața privată
Nadia a fost căsătorită între anii 1998 - 2005 cu actorul Wolfram Grandezka, cu care are încă un fiu, primul copil o fată  îl are cu managerul Olaf-Björn Tietz. În prezent (2009) este gravidă, tatăl viitorului copil fiind un medic din Bonn.

## Filmografie
- 1996: Catwalk
- 2003: Who Killed the Idea?
- 2003: Dornröschens leiser Tod (serial TV)
- 2005: Letztes Kapitel (film TV)

## Distincții
- 2004: Women’s World Award – World Style Award